# وجه الجرو

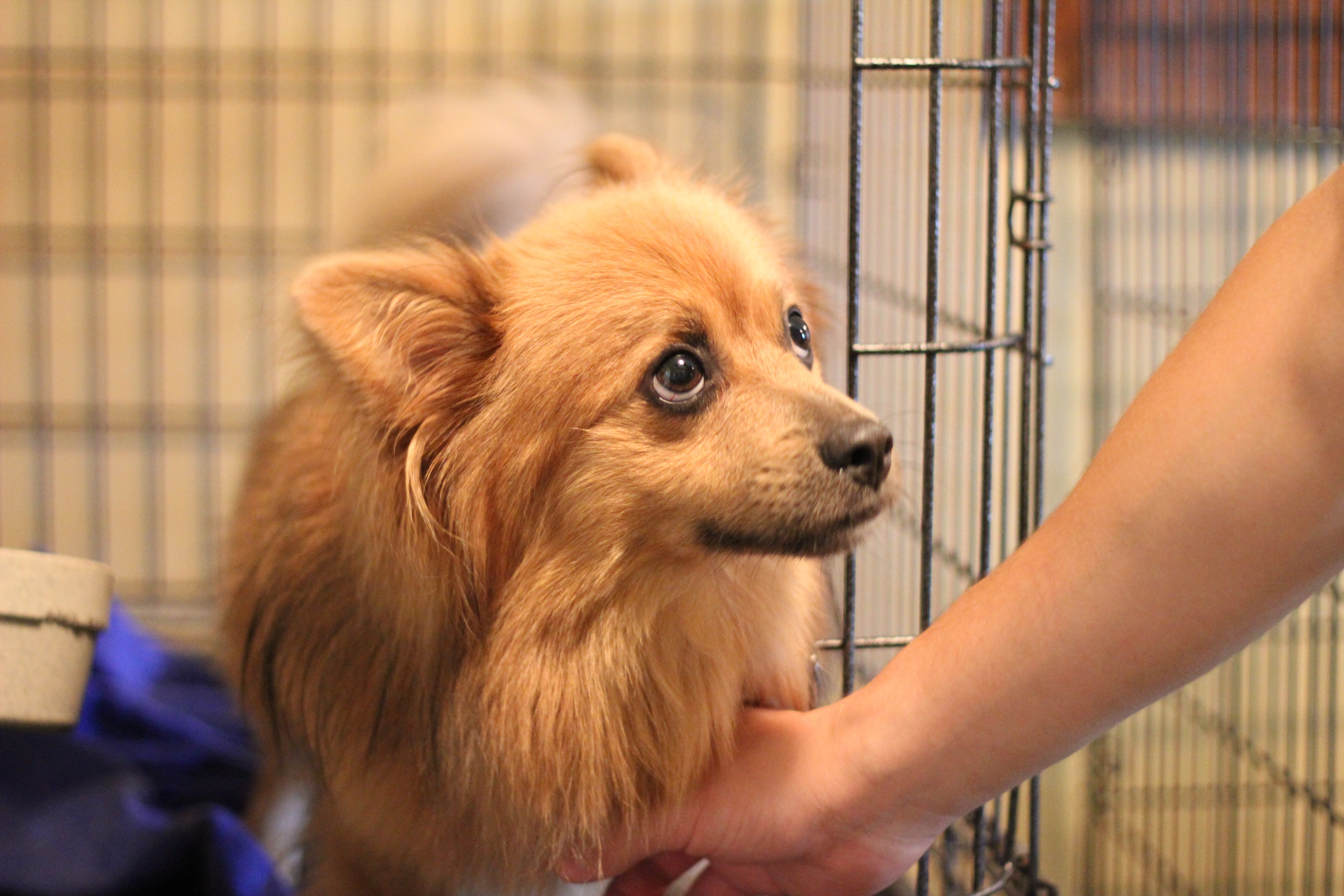
كلبٌ يظهر عليهِ تعابير التوسُّل

وجه الجرو هو تعبير وجهي يصنعه البشر بناءً على تعبيرات الكلاب. يتمُّ التعبير عن هذا المظهر بإمالةِ الرأس إلى الأسفل والنظر بالعينين لأعلى. يقوم الأطفال أحيانًا بهذه الإيماءة لإقناع والديهم بفعل شيءٍ يُريدونه.
غالبًا ما يفتح البشر أعينهم قليلاً، ويقبضون أو يرفعون الحاجبين، ويبرزون الشفة السفلية للخارج، بينما يُميلون رأسهم كاملاً إلى الأسفل أو يميلون رأسهم في بعض الأحيانِ بشكلٍ جانبي قليلاً وينظرون لأعلى إلى الشخص الذي يُوجِّهون إليه الإيماءة.
يمكن أن يكون هذا التعبير الوجهي تعبيرًا مرحًا لإستعطافِ الاخرين أو لمحاولة إقناعهم، حيث تشمل التقريبات اللفظية: «عذرًا!» و«من فضلك؟» و«لكن لمَ لا؟» وغيرها من الألفاظ.

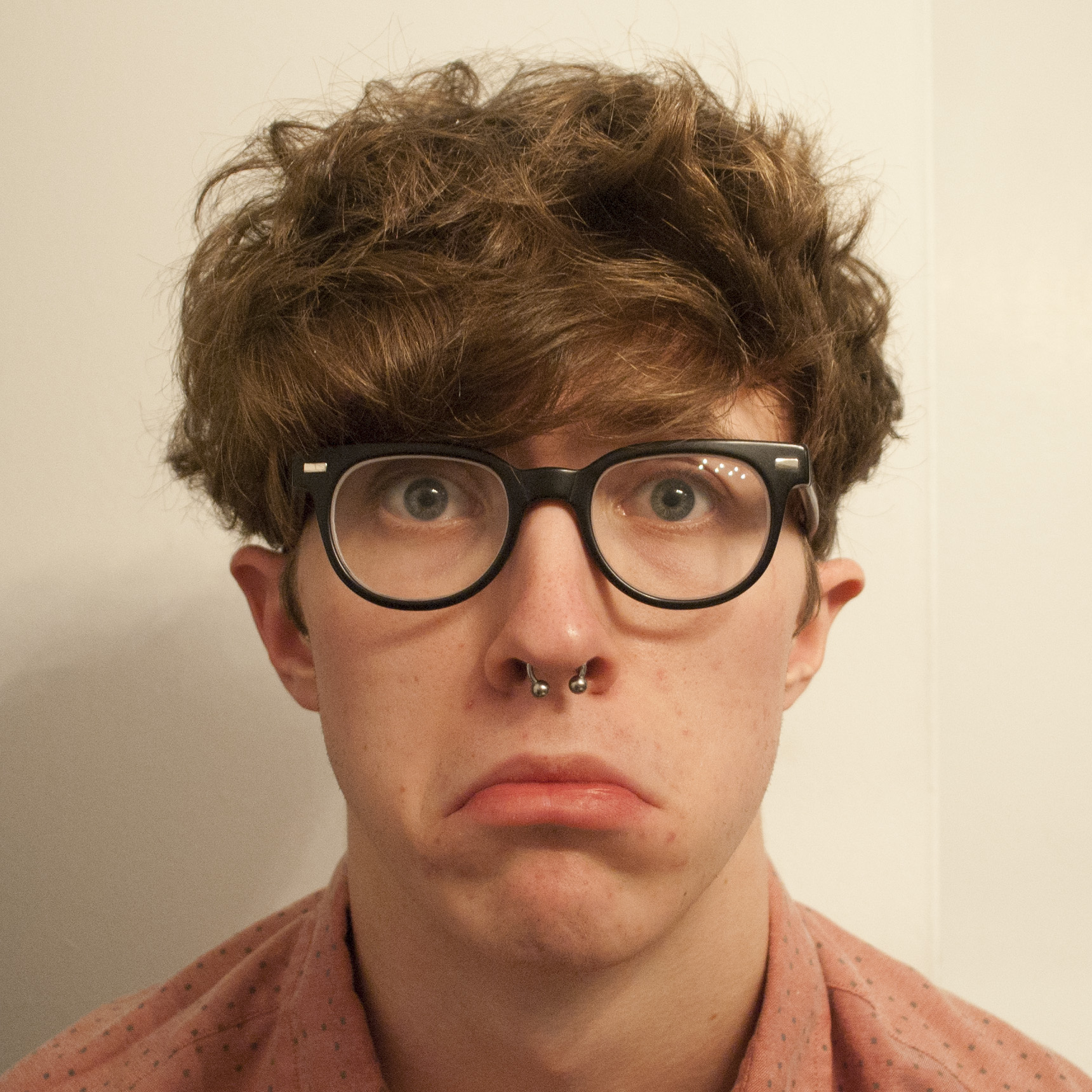
شخص يَظهر على وجهه تعابير وجه الجرو